# Янувек (Новодворський повіт)
Янувек (пол. Janówek) — село в Польщі, у гміні Чоснув Новодворського повіту Мазовецького воєводства.
Населення — 113 осіб (2011).
У 1975-1998 роках село належало до Варшавського воєводства.

## Демографія
Демографічна структура станом на 31 березня 2011 року:
|          | Загалом | Допрацездатний вік | Працездатний вік | Постпрацездатний вік |
| -------- | ------- | ------------------ | ---------------- | -------------------- |
| Чоловіки | 59      | 8                  | 45               | 6                    |
| Жінки    | 54      | 12                 | 32               | 10                   |
| Разом    | 113     | 20                 | 77               | 16                   |